# 宗我部英久
宗我部 英久（そがべ ひでひさ、1966年〈昭和41年〉6月14日 - ）は、四国放送のアナウンサー（アナウンス部の部長）。気象予報士。

## 略歴・人物
大阪府高槻市出身。1985年（昭和60年）大阪府立高槻北高等学校卒業。1989年（平成元年）佛教大学卒業。

## 出演

### テレビ番組

#### 現在
- JRTスペシャル（不定期）
- 徳島新聞ニュース（不定期）
- ZIP!徳島ローカルパート枠（不定期）

#### 過去
- おはようとくしま
- おはようとくしま プラス
- ズームイン!!朝!（保岡栄二の代役）
- ズームイン!!SUPER（保岡栄二の代役）
- 特別番組　生中継!戦後70年の阿波おどり　～レジェンドたちに愛を込めて～（2015年8月14日放送）
- 開幕!2016阿波おどり たっぷり中継!大乱舞（2016年8月12日放送）
- ゴジカル!（不定期でニュース）
- フォーカス徳島（月～木）

### ラジオ番組

#### 現在
・JRTラジオ夕刊（不定期）
・徳島新聞ニュース（不定期）
・ラジオ大福（金曜日）
・土曜ワイド徳島